# Pío Baroja
Pío Baroja y Nessi (San Sebastián, 28 dicembre 1872 – Madrid, 30 ottobre 1956) è stato uno scrittore spagnolo di origine basca.
È stato uno degli scrittori più importanti della Generazione del '98.

## Biografia
Pío Baroja y Nessi appartenne ad una famiglia distinta e molto conosciuta a San Sebastián, legata al giornalismo e alla stampa. Il suo bisnonno paterno, Rafael, stampò, ad Oiartzun, il giornale La Papeleta de Oyarzun e altri testi durante la guerra contro Napoleone Bonaparte. Suo nonno, che aveva il suo stesso nome, Pío Baroja, fu editore a San Sebastian del giornale El Liberal Guipuzcoano (1820-1823) durante il Triennio Liberale, e stampò la Storia della Rivoluzione Francese di Thiers in dodici volumi, con la traduzione di Sebastián de Miñano e Bedoya. I figli di Rafael Baroja, Ignacio Ramón e Pío, continuarono con l'azienda di stampa e un figlio di quest'ultimo, Ricardo, zio dello scrittore, sarà, col tempo, editore e factotum del giornale El Urumea. Tra gli antenati della madre c'era un ramo lombardo, i Nessi, a cui lo scrittore deve il suo secondo nome.
Pío fu il terzo di tre fratelli: Darío, che morì giovane nel 1894; Ricardo, che sarà anch'esso un futuro scrittore e un importante pittore, e lui, il fratello minore, che lascerà la professione di medico per quella di scrittore. Più lontana rispetto a loro, nacque Carmen, che sarà l'inseparabile compagna dello scrittore e la moglie del futuro editore di suo fratello, Rafael Caro Raggio e anche occasionale scrittrice.
Il padre dei Baroja, Serafin, era, oltre che un uomo inquieto e giornalista di idee liberali, ingegnere di guerra, e ciò costrinse la famiglia a continui cambi di residenza per tutta la Spagna, sicché il futuro scrittore conobbe i più disparati luoghi della sua Nazione e sviluppò la sua caratteristica propensione ai viaggi. A sette anni si trasferì con la sua famiglia a Madrid, dove il padre ottenne un posto nell'Istituto Geografico e Statistico; poi tornarono a Pamplona e successivamente di nuovo a Madrid. Il giovane Baroja già aveva letto classici giovanili (Jules Verne, Mayne Reid e Daniel Defoe). Non fece il servizio militare, cosa che lo ripugnava, e nel 1891 finì gli studi di medicina a Valencia e si laureò a Madrid con una tesi su Il dolore, studio psicofisico.

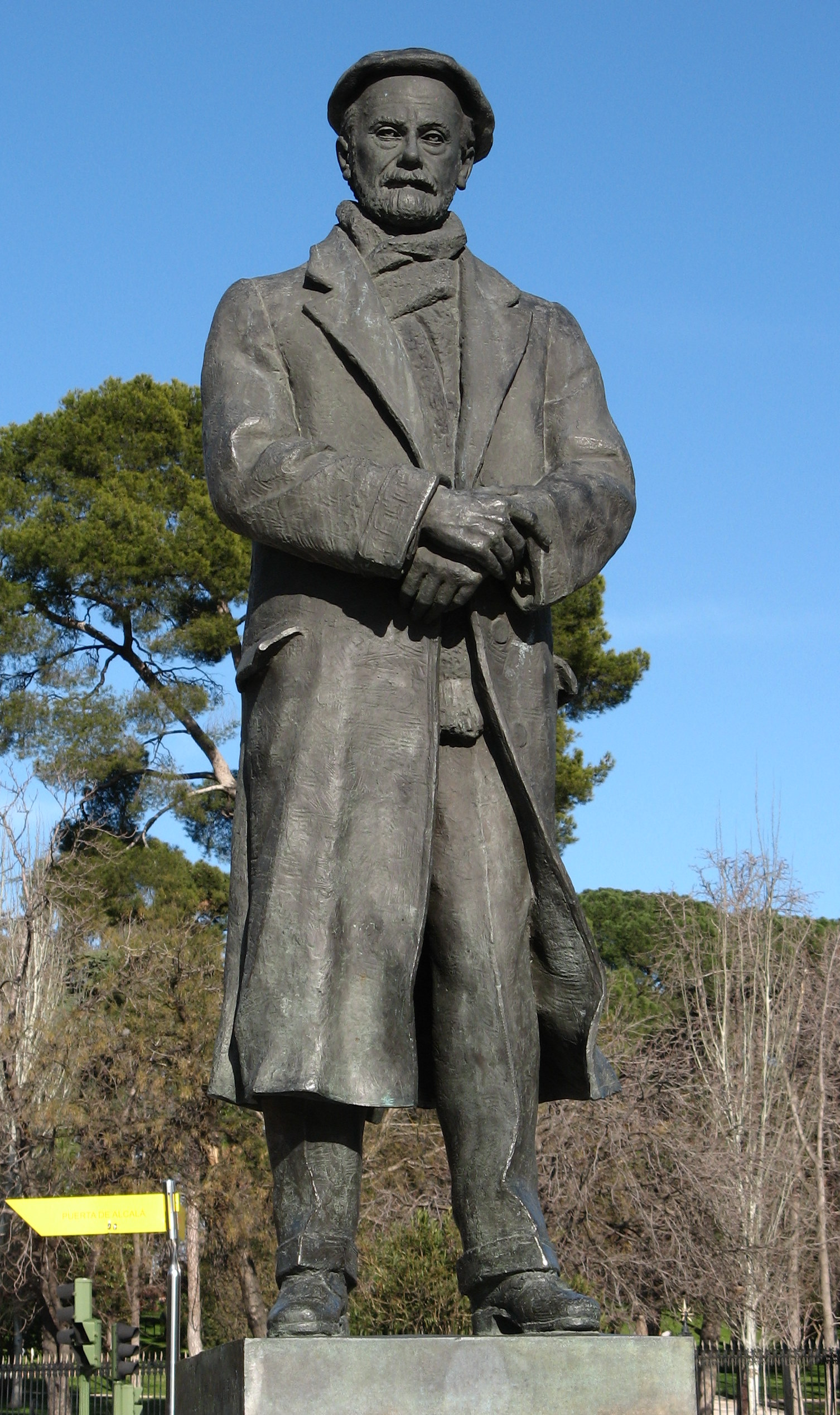
Statua di Pío Baroja a Madrid.

Come studente fu pessimo, più per mancanza di interesse che per talento, e non simpatizzò con nessun professore, mostrandosi ipercritico con tutto; nessuna professione lo attraeva, solamente scrivere non lo disgustava. La sua formazione scientifica emergerà comunque nella produzione letteraria. Non si sposò mai, e quando nel 1894 si trasferì a Zestoa, in Gipuzkoa, lavorando come medico, ottenne l'antipatia del parroco del paese e dell'intero settore cattolico del posto, che lo accusava di lavorare le domeniche nel suo giardino anziché andare a messa.
Dopo un anno tornò a San Sebastian, disposto a fare qualunque cosa a eccezione del medico, e trovò la sua opportunità con il fratello Ricardo, che dirigeva una panetteria a Madrid poiché una zia gli aveva lasciato il negozio. Pío cominciò così a lavorare lì, cosa sulla quale lo presero un po' in giro: "Es un escritor de mucha miga, Baroja" -disse di lui Rubén Darío a un giornalista. Al quale lo scrittore rispose: "También Darío es escritor de mucha pluma: se nota que es indio.". Installatosi a Madrid, cominciò a collaborare con giornali e riviste, simpatizzando con le dottrine sociali anarchiste, ma senza militare apertamente in nessuna di esse. Così come il suo conterraneo Miguel de Unamuno, abominò il nazionalismo vasco, contro il quale scrisse la satira Momentum catastrophicum.
Nel 1900 pubblicò il suo primo libro, una raccolta di racconti intitolata Vidas sombrías, la maggior parte dei quali furono composti a Cestona sulla gente del posto e sulla sua personale esperienza come medico. In quest'opera si incontrano per la prima volta tutte le ossessioni che caratterizzeranno i suoi scritti seguenti. Il libro fu molto letto e commentato da prestigiosi scrittori come Unamuno, che si entusiasmò e volle conoscerne l'autore di persona, da Azorín e da Benito Pérez Galdós. Baroja così si avvicinò sempre di più al mondo letterario, abbandonando la panetteria. Diventò molto amico dell'anarchico José Martínez Ruiz, meglio conosciuto come Azorín, e fece, spinto da lui, qualche tentativo di entrare in politica, ma senza successo. Con l'avvicinarsi da parte di Azorín al partito di Antonio Maura, ruppe la loro vecchia amicizia. Allo stesso modo fece amicizia con Ramiro de Maeztu, insieme al quale, con anche Azorín, formarono per breve periodo il gruppo dei Tre. Fu corrispondente da Tangeri per il giornale Globo. Era un apprezzato critico letterario.
In seguito viaggiò per tutta Europa (abitò varie volte a Parigi, un po' a Londra e passò per l'Italia (dove si recò diverse volte, il nonno della madre era di Como), il Belgio, la Svizzera, la Germania, la Norvegia, i Paesi Bassi e la Danimarca) accumulando un impressionante biblioteca specializzata in occultismo e storia del XIX secolo, che sistemò in un vecchio castello che comprò a Vera de Bidasoa e ristrutturò facendolo diventare il famoso castello di Itzea, dove passava le estati con la sorella Carmen e il fratello Ricardo, che lo accompagnavano sempre anche nei suoi viaggi.
Nonostante fosse un simpatizzante anarchico e ateo, quando morì si recò ai suoi funerali il ministro franchista dell'Educazione nazionale e a portare la bara furono Ernest Hemingway e Camilo José Cela.

## Opere
Tra le sue opere: Camino de perfección (pasión mística) (1901), Aurora roja (1905), Zalacaín el aventurero (1909), El árbol de la ciencia (1912), Memorias de un hombre de acción (1913-1928), Ciudades de Italia (1949).
La sua opera letteraria è caratterizzata da:
- impiego del periodo breve;
- economia espressiva ("Lo scrittore che con meno parole dà una sensazione è il migliore");
- impressionismo descrittivo, riproduzione fotografica delle scene, descrizione minuziosa secondo le caratteristiche del Realismo;
- tempo narrativo veloce;
- dialoghi che rispettano il linguaggio orale con naturalezza;
- desiderio di esattezza e precisione, scelte stilistiche che conferiscono sensazione di dinamismo e naturalezza.